# Bufala

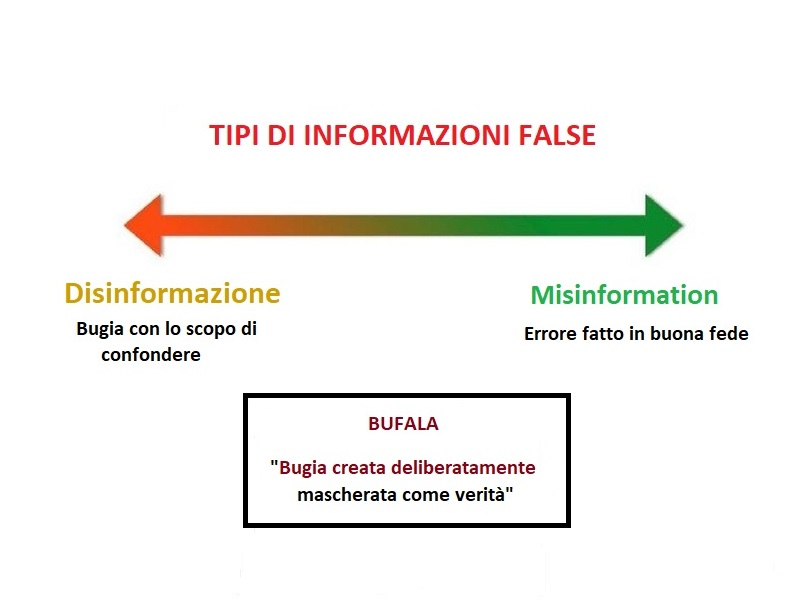
Il grafico mostra le differenze tra misinformazione, disinformazione e bufala presentato per Wikimedia Research (2015)

Una bufala è un'affermazione falsa o inverosimile, diffusa a prescindere da qualunque tipo di controllo di veridicità, sulla base del cosiddetto principio della "post-verità". Si definisce anche "bufala mediatica", quando la falsa notizia viene diffusa e amplificata dai mass media, intenzionalmente oppure involontariamente, a causa delle insufficienti verifiche sulle fonti della notizia.

## Etimologia
Secondo il Vocabolario della Crusca il termine "bufala" deriva dall'espressione "menare per il naso come una bufala", ovvero portare a spasso l'interlocutore trascinandolo come si fa con i buoi e i bufali per l'anello attaccato al naso. Secondo Giorgio De Rienzo, invece, la parola deriva dal dialetto romanesco e sta a indicare, in analogia all'animale, una "persona ottusa e rozza". Secondo il Vocabolario della Crusca, il vocabolo potrebbe però anche derivare dalla bufalata, una festa senese o fiorentina dove venivano fatte correre le bufale. Sempre in riferimento alla bufala, ma in particolare alla qualità della sua carne (più economica di quella vaccina), si è ipotizzato anche un legame con l'abitudine di alcuni macellai poco onesti di vendere carne di bufala come se fosse carne vaccina, ingannando così gli ignari clienti e spacciando loro una "bufala".
Un'altra possibile etimologia è quella dall'espressione "pescare a bufala", ovvero la pesca con due tartane che tirano una sola rete, tecnica di pesca difficile e che, in caso di errori, può portare a risultati disastrosi. Una possibile interpretazione del significato si può collegare al termine "buffa", ovvero folata o soffio di vento (buffare = soffiare).
Il termine deriva quasi sicuramente da Roma: le prime attestazioni scritte risalgono agli anni 1950 e la parola era rivolta verso produzioni cinematografiche di scarsa qualità, così come afferma Ercole Patti nel suo romanzo "Un amore a Roma", assumendo pian piano con il tempo il significato di fregatura in generale. Un'altra teoria indica come alcuni ristoratori romani disonesti ingannassero la clientela servendo loro carne di bufala piuttosto che quella di vitello, più costosa e pregiata.

## Esempi storici famosi

### Donazione di Costantino

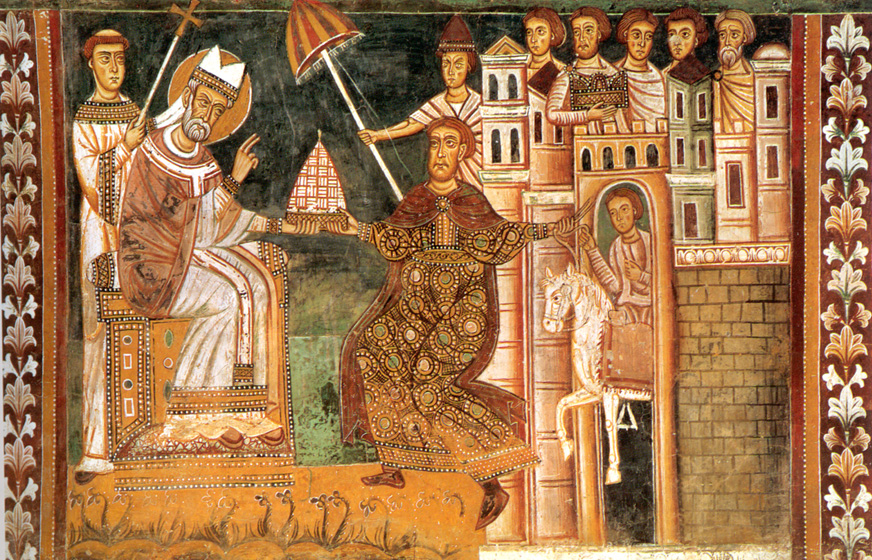
L'imperatore Costantino offre a papa Silvestro I la tiara imperiale, simbolo del potere temporale. Affresco nell'Oratorio di San Silvestro, Roma.

La Donazione di Costantino è probabilmente uno dei più antichi falsi storici a noi noti. Il testo fu composto durante l'Alto Medioevo con lo scopo di giustificare il potere temporale del papato agli occhi dei regni occidentali. La sua natura di falso fu evidenziata già nel XV secolo da Lorenzo Valla e altri.

### Antiquitatum variarum volumina XVII

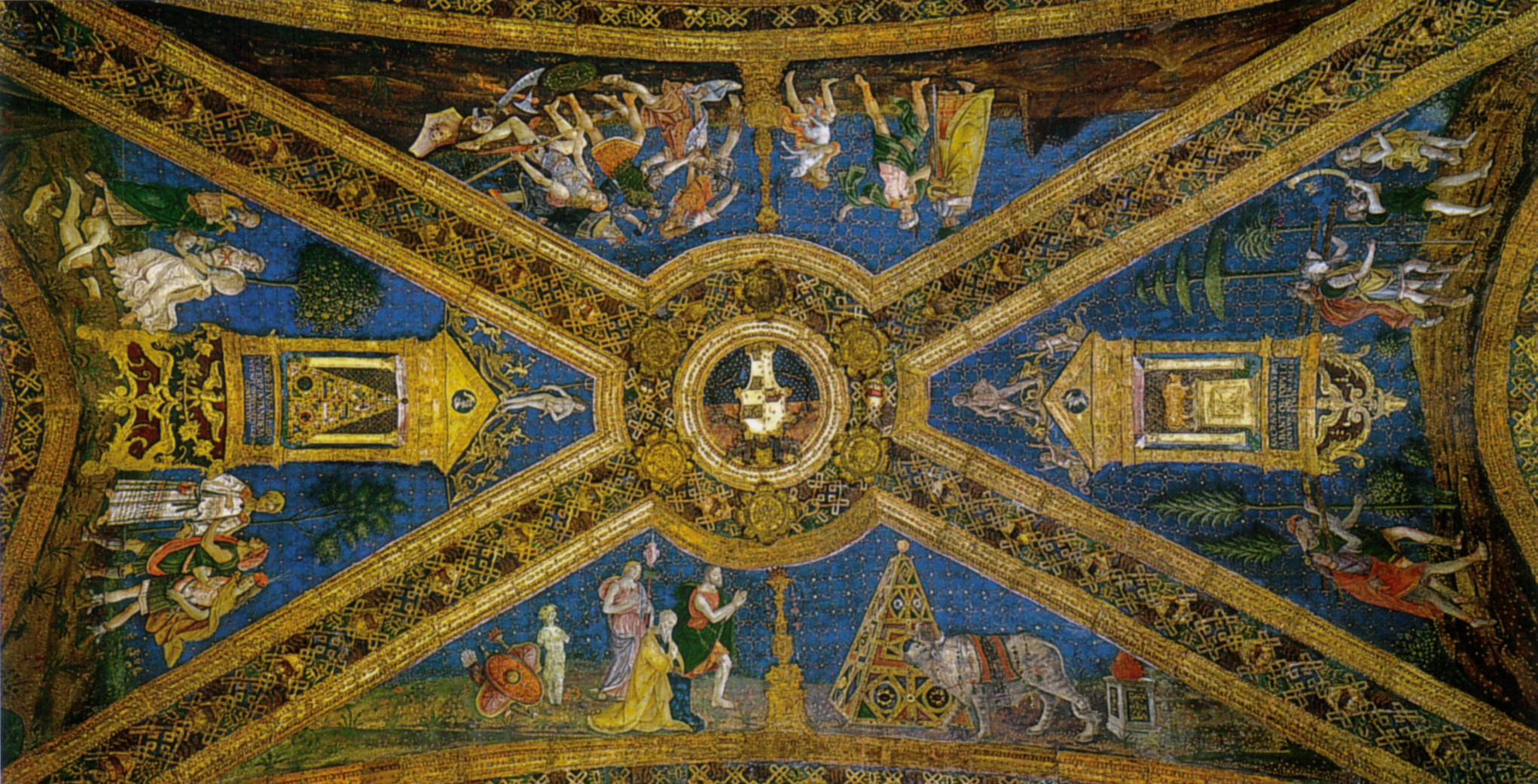
Sala dei Santi, Appartamento Borgia: Osiride viene ucciso, Iside ne ricompone il corpo e organizza i funerali; manifestazione del bue Api e processione col suo idolo. Il programma figurativo di Pinturicchio sarebbe stato suggerito dallo stesso Annio.

Gli Antiquitatum variarum volumina XVII sono una complessa falsificazione storica in 17 volumi, realizzata nel Quattrocento dall'erudito Annio da Viterbo (alias Giovanni Nanni, 1437-1502), frate domenicano molto vicino a papa Rodrigo Borgia (Alessandro VI). La sua mistificazione si reggeva sia su remotissime cronache da lui inventate, sia sulla finta scoperta di reperti archeologici da lui stesso fabbricati e seppelliti.
L'opera intendeva costruire un supplemento alla cronologia biblica e proporre una visione radicalmente nuova della storia universale, venata di miso-ellenismo, in cui la tradizione orientale caldea e aramea veniva direttamente connessa e riconciliata con le radici della storia d'Europa, con il rigetto, come cosa vana, erronea e favolistica, dell'intera tradizione della storiografia greca fondamento della cultura occidentale.
Nonostante i sospetti adombrati quasi subito da alcuni umanisti, l'opera riscosse una grande fortuna, con numerose edizioni a stampa (anche in volgare) prima dello svelamento definitivo della sua reale natura di colossale falsificazione, nel secolo successivo alla pubblicazione. Gli effetti nefasti dell'opera si sono comunque protratti fino al XVII secolo e, in misura occasionale, fino al XVIII secolo, con uno strascico prolungato ha costretto gli studiosi seri a dover ripetutamente ritornare sulla dimostrazione (già data) della falsità dell'opera. Non è mancato nemmeno un disperato tentativo di riabilitazione novecentesca da parte di qualcuno appartenente allo stesso ordine domenicano di Annio da Viterbo.
Per la sua complessa originalità, la sterminata opera di Annio non è equiparabile a una semplice "falsificazione", ma a un processo creativo di "reinvenzione simbolica di tradizioni", in grado di toccare a fondo le "corde [...] della sensibilità del tempo", come dimostra la "vasta e tenace fortuna" che il lavoro di Annio era destinato a incontrare in tutta Europa. Il suo autore può essere considerato un autentico creatore di miti, in grado di esprimere, con mezzi simbolici, il disagio e la crisi culturale di un'epoca.

### Finta morte di Napoleone
La notizia della finta morte di Napoleone Bonaparte fu diffusa il 21 febbraio del 1814, quando un uomo in uniforme bussò alla porta di una locanda a Dover, presentandosi come Colonnello du Bourg. Quest'uomo iniziò a diffondere, di locanda in locanda, la notizia della presunta morte di Napoleone per mano dei cosacchi e in poco tempo tutta Londra si convinse dell'accaduto.
All'apertura della Borsa, la falsa notizia portò gli azionisti ad acquistare i titoli di Stato francesi, ma l'entusiasmo durò poco. La mancanza di fonti certe venne confermata dall'arrivo di una sfarzosa carrozza dalla quale uomini con l’uniforme dei realisti disseminavano volantini: "Vive le Roi!", recitando, "Vivent les Bourbons!". In questo modo si capì che in realtà Napoleone era ancora vivo. Infine, la bufala e il suo autore, Charles Random de Berenger, vennero smascherati. In seguito, il comitato della Borsa Valori, sospettando una deliberata manipolazione della borsa, iniziò a investigare sulla bufala. Fu presto scoperto che c'era stata una vendita, quel lunedì, di più di 1,1 milioni di sterline in due azioni del governo, la maggior parte di esse comprate la settimana precedente.
Tre delle persone connesse con l'acquisto furono accusate di frode: Lord Cochrane, un membro radicale del Parlamento d'Inghilterra e un famoso eroe navale, suo zio l'onorevole Andrew Cochrane-Johnstone, e Richard Butt, consulente finanziario di Lord Cochrane. Il capitano Random De Berenger, che si era presentato sia con il nome Du Bourg sia come uno degli ufficiali francesi, fu anche lui arrestato. Furono condannati a 12 mesi di prigione, a una multa di 1 000 £ a testa, e un'ora alla gogna pubblica. Lord Cochrane fu privato del suo grado navale e espulso dall'Ordine del Bagno.

### Burla di Fortsas
La burla di Fortsas riguarda un falso catalogo di libri rari messi all'asta. Nel 1840, le persone illustri e i collezionisti di quel tempo ricevettero una lettera in cui si diceva che, dopo la morte del conte di Fortsas, i nipoti, non essendo interessati a tenerli, misero all'asta la sua collezione di libri unici al mondo. L'asta era stata fissata per il 10 agosto di quell'anno, ma, una volta giunto il giorno stabilito, una folla di bibliofili e collezionisti si presentò a Binche (luogo specificato nella lettera), dell'asta non si vide nemmeno l'ombra. Nel luogo indicato trovarono un avviso che diceva che tutti i libri erano stati acquistati dalla biblioteca comunale, ma, anche questa era una falsa notizia. Alla fine si scoprì che né il conte né la collezione erano mai esistiti, nonostante ciò il catalogo diventò un ricercato oggetto di collezionismo per tanti anni..

### Protocolli dei Savi di Sion

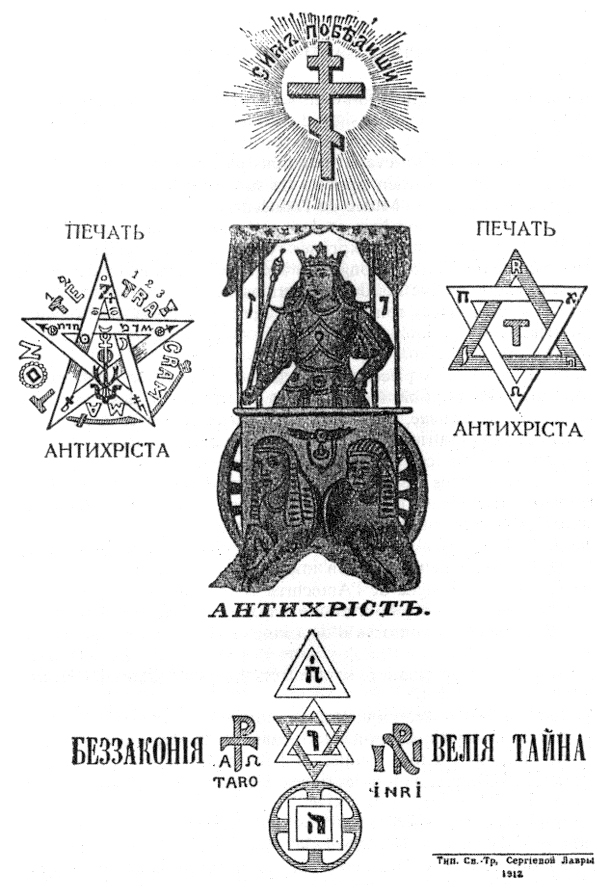
Edizione russa dei Protocolli del 1912

I Protocolli dei Savi di Sion sono un falso documentale creato con l'intento di diffondere il disprezzo per gli ebrei. Fu pubblicato nei primi anni del XX secolo nella Russia imperiale dalla polizia segreta zarista (Okhrana), in forma di documento segreto attribuito a una fantomatica cospirazione ebraica e massonica il cui obiettivo sarebbe stato impadronirsi del mondo.
Presentata come esposizione di un piano operativo rivolta dagli "anziani" ai "neofiti", descrive metodi per ottenere il dominio del mondo attraverso il controllo dei media e della finanza e la sostituzione dell'ordine sociale tradizionale con un nuovo sistema basato sulla manipolazione delle masse.
La natura di falso fu appurata fin dai primissimi tempi, successivi alla pubblicazione, avvenuta per la prima volta nel 1903 attraverso un libro di Sergei Nilus; in particolare, una serie di articoli pubblicati sul Times di Londra nel 1921, dimostrarono che gran parte del materiale era frutto di plagio da precedenti opere di satira politica e romanzi, non correlate agli ebrei.
Nonostante la comprovata falsità di tali documenti, essi riscossero ampio credito in ambienti antisemiti e antisionisti e rimasero la base, specie in Medio Oriente, per avvalorare la teoria della cosiddetta cospirazione ebraica. I Protocolli sono considerati la prima opera di letteratura complottista.

### Bufale archeologiche e politiche

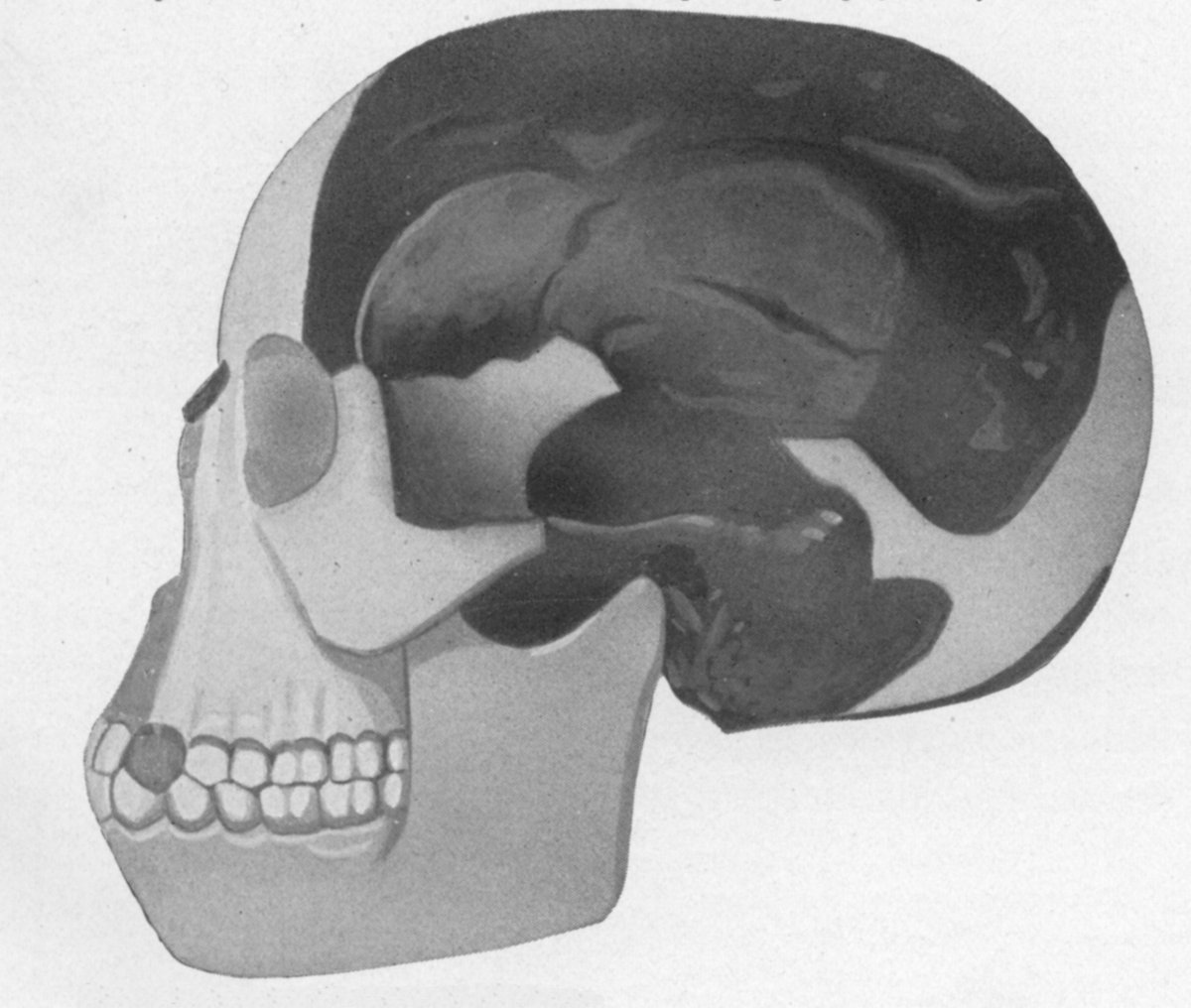
Teschio dell'Uomo di Piltdown

L'uomo di Piltdown fu una famosa beffa archeologica che ebbe origine nel 1912 con la scoperta di resti ossei attribuiti a un ominide preistorico. I resti furono dichiarati falsi nel 1953. Un'altra bufala archeologica è stata quella che nel 1725 ha visto coinvolto Johann Beringer, imbattutosi in fossili falsi (nascosti dai suoi colleghi) e inseriti all'interno di un libro, per poi scoprire poco dopo che si era trattato di uno scherzo. In ambito politico, la cosiddetta "lettera di Zinov'ev" fu un falso creato dal servizio segreto britannico allo scopo di aiutare il partito conservatore nelle elezioni del 1924.

### Papiro Tulli
Nel 1953 fu pubblicato sulla rivista Doubt un articolo che riportava la scoperta di un papiro egizio che narrava strani accadimenti nel cielo sotto il regno di Thutmose III. Fece molto scalpore nel mondo dell'ufologia e fu usato varie volte acriticamente per sostenere presunti contatti fra gli Egizi e civiltà extraterrestri. Il testo era difficilmente interpretabile anche a causa di sistematiche e sospette lacune in parti salienti della narrazione. Nel 2006 si scoprì che si trattava in realtà di un collage di frasi tra loro non correlate tratte dalla Egyptian Grammar di Alan Gardiner.

### Hégésippe Simon
L'invenzione può assumere il valore di uno scherzo inteso a colpire e a ridicolizzare un movimento politico. Nel 1913, la fantasia di Paul Birault, tipografo francese e poeta surrealista, inventò una commemorazione della figura di un politico tanto benemerito quanto inesistente, Hégésippe Simon. A cadere nel tranello, dando credito all'assurda vicenda, furono un centinaio di membri del Partito radicale francese. La documentazione dello scherzo fu raccolta da Paul Birault nel volume Précurseur, del 1914.

### La guerra dei mondi

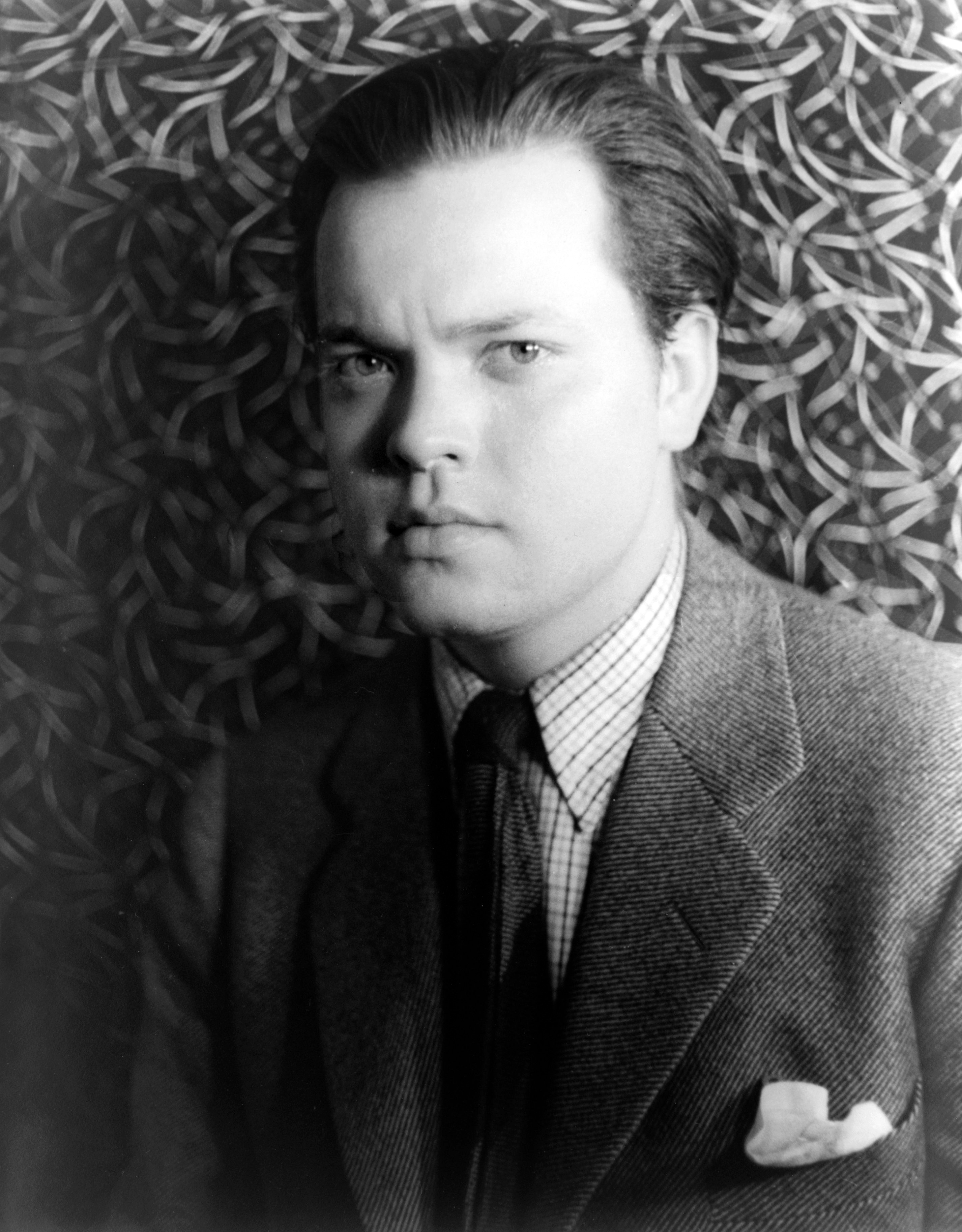
Orson Welles

Il 30 ottobre 1938, la CBS trasmise il radiodramma di Orson Welles dal titolo La guerra dei mondi dove una consistente parte di radioascoltatori credette che effettivamente gli Stati Uniti stessero subendo un'invasione marziana. Nonostante ciò non fosse voluto, il ricercatore Hadley Albert Cantril notò che l'importanza della radio e il ricorso a personaggi autorevoli di vari ambienti specifici favorì la crescita della credibilità.

### Diari di Hitler
I diari di Hitler sono un falso storico creato nel 1983 da Konrad Kujau a scopo di truffa. I falsi diari, complessivamente 60 volumi, erano stati comprati da diverse testate giornalistiche ma, una volta scoperti i grossolani errori dei "reperti", la notizia diffusa precedentemente fu smentita e l'autore della truffa fu condannato a più di 4 anni di carcere.

### Le teste di Modigliani
Nell'estate del 1984 in un canale di Livorno furono trovate tre teste scolpite, erroneamente attribuite da esperti d'arte ad Amedeo Modigliani. Si trattò di un'operazione critica nei confronti del mercato dell'arte da parte di Angelo Froglia, che ne realizzò due, e di una burla opera di quattro studenti universitari livornesi, che ne realizzarono una: Michele Ghelarducci, Pietro Luridiana, Michele Genovesi e Pierfrancesco Ferrucci.

### Fusione fredda
Per molto tempo, la cosiddetta fusione fredda è stata considerata una bufala, probabilmente la più famosa in ambito scientifico, perpetrata da alcuni pseudoscienziati. Questo a motivo della scarsa riproducibilità del fenomeno, anche se a oggi la questione non è stata ancora definitivamente archiviata, essendo il fenomeno ancora sotto studio.

### Fine del mondo: 21 dicembre 2012
Uno degli esempi più clamorosi è quello del 21 dicembre 2012 nel quale, secondo alcune credenze, nel medesimo giorno, la fine del calendario maya avrebbe dato inizio all'Apocalisse. Secondo alcuni studiosi, i Maya sostenevano che ogni Era si componeva di 13 cicli di 400 anni e l'Era attuale si sarebbe conclusa nel dicembre 2012. Tale profezia giunge da un'errata interpretazione delle scritture di Nostradamus, che in realtà simboleggiano il passaggio da un'era di creazione a un'altra.

### Senatore Cirenga (2012)
Una bufala che si ripresenta ciclicamente dal 2012 è quella legata al senatore Cirenga, un personaggio inventato, il quale avrebbe proposto un disegno di legge per lo stanziamento di 134 miliardi di euro per tutti i deputati che a fine mandato avrebbero perso il lavoro. La bufala fu diffusa tramite Facebook e vide diversi utenti credere a questa notizia.

### Sirena a Lampedusa (2014)
Nell'agosto 2014 è stato pubblicato un articolo online secondo il quale, a Lampedusa, dei sommozzatori, cercando i corpi degli immigrati naufragati durante la notte, si siano imbattuti nel corpo di una sirena. La scoperta sconvolse la popolazione poiché si trattava del primo caso al mondo di ritrovamento di una sirena. La notizia fu sostenuta da una deputata del movimento grillino che accusò il NOAA di voler nascondere una verità palese a tutti. In realtà si trattava di una bufala, in quanto il corpo non era altro che una statua di cera utilizzata nel film Pirati dei Caraibi - Oltre i confini del mare.

### Caso Zanzu (2016)
Recentemente il governo tedesco ha ideato un portale web, Zanzu, il cui scopo è l'educazione sessuale e la prevenzione di malattie sessualmente trasmissibili. Il sopracitato portale è stato mal interpretato da alcuni giornali, ad esempio il Giornale cita: «Ecco il manuale che spiega ai migranti come fare sesso con le donne europee». E Libero aggiunge: «Istruzioni di sesso per profughi. Berlino apre un sito per spiegare come accoppiarsi con le europee: Lo stupro è vietato». In realtà, si tratta di una bufala vera e propria, poiché Zanzu non è altro che un manuale accessibile a tutti, e le immagini interrazziali presenti nel sito sono esclusivamente a favore di una società multietnica.

## Descrizione
Viene considerata una forma di disinformazione, alle volte può ingannare il pubblico, presentando deliberatamente per reale qualcosa di falso o artefatto. In alcuni casi si prefigura il reato di truffa, nel caso in cui l'autore, o gli autori, procurino per sé o per altri un ingiusto profitto a scapito delle vittime. Spesso il termine "bufala" viene utilizzato come sinonimo di fake news poiché rientra nel campo della mistificazione dell'informazione. Esiste, però, una differenza che gli studiosi e gli esperti rintracciano nell'intenzionalità della creazione della notizia: la prima, infatti, è considerata una notizia creata ad arte, mentre la seconda potrebbe essere semplicemente un errore giornalistico o una distorsione a partire da una fonte primaria per giungere a fonti secondarie. La bufala può essere ricondotta al termine "dis-information", come spiega Claire Wardle nel "Council of Europe report DGI(2017)09", cioè viene ritenuta falsa e ideata deliberatamente per creare scompiglio e recare danni di immagine, reputazionali ed economici a persone, gruppi sociali, organizzazioni, aziende o paesi.
Al tipo sono riconducibili leggende metropolitane che magari prendono spunto da fatti realmente accaduti: in una piccola parte dei casi si ispirano a veri casi umanitari che continuano a girare anche anni dopo che il caso è risolto o il destinatario degli aiuti è defunto, arrivando così a perseguitare involontariamente i parenti; spesso riguardano virus inesistenti che eseguirebbero fantasiose operazioni distruttive (gran parte delle quali irrealizzabili da un punto di vista tecnico).
Assumono una forma particolare di spamming, che spesso fa leva sui buoni sentimenti delle persone che, spinte ingenuamente dal desiderio di compiere una buona azione, inviano copia del messaggio a tutti i propri conoscenti, senza prima effettuare alcuna seria verifica sul contenuto; in tal modo, possono arrivare a sovraccaricare i sistemi di posta elettronica con migliaia di messaggi inutili. A volte questi messaggi contengono virus oppure link a siti web (anch'essi con contenuto falso e/o pubblicitario).

## Utilizzo
Possono essere utilizzate per mettere in atto tentativi di truffa, soprattutto quando contengono promesse di facili guadagni o richieste di denaro (vedi ad esempio truffa alla nigeriana e truffa di Valentin). È da sottolineare che tecnicamente è impossibile "registrare il traffico email" nel senso in cui è inteso da alcune di queste forme di catena (e inoltre sarebbe violazione della privacy), per cui non va dato credito a quelle che chiedono di essere inviate a più persone possibili, in modo da accreditare soldi a qualche bisognoso (tra l'altro solitamente inesistente). In ambito informatico è invalso l'uso di identificarle anche col nome inglese di hoax.

## Il contrasto
La capacità di riconoscere una notizia non vera è una delle basi del giornalismo, tuttavia nell'epoca delle comunicazioni digitali la diffusione delle bufale può essere molto rapida. Perfino la successiva dimostrazione pubblica della falsità di una notizia può non riuscire a interromperne la diffusione.

Negli anni 1940, nell'ambito degli studi della comunicazione, emersero dei temi legati alle cosiddette "variabili intervenienti", tra le quali l'abilità critica analizzata dal sociologo Hadley Cantril. Si definisce abilità critica: 
Questo concetto è strettamente legato all'istruzione dell'individuo, alla sua variabile religiosa e ad alcuni fattori personali come l'emotività o la sfiducia in sé stessi.
Joseph Klapper, sociologo delle comunicazioni di massa, famoso tra gli studiosi degli effetti dei media, durante gli studi del 1960-1964 sostenne che esistono forme di contrasto alla "persuasione" dei messaggi mediatici sugli individui. L’individuo difficilmente può cambiare il suo modo di pensare; piuttosto, vi è un'opera di rafforzamento dei pensieri già esistenti nella sua mente. Quindi in genere è l’individuo che sceglie a cosa prestare fede, non in base alla credibilità della notizia ma in base a quello che più si avvicina al suo modo di pensare. Tale processo è detto "esposizione selettiva”, come definita dallo studioso stesso.
Numerose persone e organizzazioni si dedicano a sfatare i miti di queste bufale, tra queste si segnala il CICAP fondato da Piero Angela, e affiliato al European Council of Skeptical Organisations e al Committee for Skeptical Inquiry.
Discovery Channel produce la trasmissione MythBusters (nota anche come Miti da sfatare). Su Internet, il sito Snopes contiene una delle maggiori collezioni di bufale e leggende metropolitane, con analisi dettagliate.